# Ládví
Ládví är en kulle i Tjeckiens huvudstad Prag. Den ligger 6 km nordost om Prags centrum.